# Sticklebract
Sticklebract is een hopvariëteit, gebruikt voor het brouwen van bier.
Deze hopvariëteit is een “dubbeldoelhop”, bij het bierbrouwen gebruikt zowel voor zijn aromatische als zijn bittereigenschappen. Deze Nieuw-Zeelandse triploïde (sommige bronnen spreken van tetraploïde) variëteit werd ontwikkeld in de jaren 1970.

## Kenmerken
- Alfazuur: 10,5 – 14,5%
- Bètazuur: 7,5 – 8,5%
- Eigenschappen: citrusaroma